# Lista degli Zeppelin
Questo è un elenco completo degli Zeppelin costruiti dalla compagnia tedesca Zeppelin. Altri tipi di dirigibile, che vengono a volte chiamati Zeppelin non sono compresi.
La Luftschiffbau Zeppelin GmbH di Friedrichshafen, Germania, numerò i suoi dirigibili LZ 1/2/..., dove LZ sta per "Luftschiff (aeronave) Zeppelin". in aggiunta, gli apparecchi usati per scopi civili normalmente avevano un nome, mentre alle aeronavi militari, venne data una "numerazione tattica":
- L'esercito tedesco chiamò i suoi primi Zeppelin Z I/II/.../XI/XII. Durante la prima guerra mondiale passarono a usare i numeri LZ, aggiungendo in seguito 30 per oscurare la produzione totale.
- Gli Zeppelin della marina tedesca erano etichettati L 1/2/....

## Zeppelin costruiti prima della prima guerra mondiale
| Numero di produzione | Nome / numerazione tattica | Utilizzo                            | Primo volo       | Note | Foto |
| -------------------- | -------------------------- | ----------------------------------- | ---------------- | --- | ---- |
| LZ 1                 |                            | prototipo                           | 2 luglio 1900    | Vedi Zeppelin |      |
| LZ 2                 |                            | sperimentale                        | 17 gennaio 1906  | Distrutto in un incidente dopo il primo volo; vedi Zeppelin |      |
| LZ 3                 | Z I                        | sperimentale; militare              | 9 ottobre 1906   | Venduto all'esercito tedesco nel 1908 dopo un rinnovamento, venne usato come nave scuola; dismesso nel 1913 |      |
| LZ 4                 |                            | militare (destinato all'uso)        | 20 giugno 1908   | Distrutto nel disastro di Echterdingen; vedi Zeppelin |      |
| LZ 5                 | Z II                       | sperimentale; militare              | 26 maggio 1909   | Incagliato vicino a Weilburg an der Lahn nel 1910 durante una tempesta |      |
| LZ 6                 |                            | sperimentale; civile (DELAG)        | 25 agosto 1909   | Primi esperimenti di comunicazione senza fili; primo apparecchio DELAG (vedi Zeppelin); accidentalmente distrutto nel suo hangar a Baden-Oos nel 1910 |      |
| LZ 7                 | "Deutschland"              | civile (DELAG)                      | 19 giugno 1910   | Danneggiato oltre misura in un incidente sopra la foresta di Teutoburgo il 28 giugno, 1910 |      |
| LZ 8                 | "Deutschland" Ersatz       | civile (DELAG)                      | 30 marzo 1911    | Spinto contro il muro del suo hangar dai forti venti e danneggiato oltre misura il 16 maggio 1911 |      |
| LZ 9                 | Z II Ersatz                | militare                            | 2 ottobre 1911   | Dismesso il 1º agosto 1914 |      |
| LZ 10                | "Schwaben"                 | civile (DELAG)                      | 26 giugno, 1911  | Trasportò 4 354 passeggeri in 224 voli, coprendo 27 321 km; distrutto il 28 giugno 1912 in un incidente al campo aereo di Düsseldorf |      |
| LZ 11                | "Viktoria Luise"           | civile (DELAG); in seguito militare | 19 febbraio 1912 | Trasportò 9 783 passeggeri in 489 voli, coprendo 54 312 km; preso in carico come nave scuola dall'esercito tedesco allo scoppio della prima guerra mondiale; si spezzò mentre veniva messo nell'hangar l'8 ottobre 1915                                                                                  |      |
| LZ 12                | Z III                      | militare                            | 25 aprile 1912   | Dismesso il 1º agosto 1914 |      |
| LZ 13                | "Hansa"                    | civile (DELAG); in seguito militare | 30 luglio 1912   | Percorse 44 437 km in 399 voli, primo volo regolare al di fuori della Germania (in Danimarca e Svezia); preso in carico dall'esercito tedesco allo scoppio della prima guerra mondiale; dismesso nell'estate del 1916                                                                                    |      |
| LZ 14                | L 1                        | militare                            | 7 ottobre 1912   | Spinto in fondo al Mare del Nord durante una tempesta il 9 settembre 1913, affogarono i 14 membri dell'equipaggio |      |
| LZ 15                | Z I Ersatz                 | militare                            | 16 gennaio 1913  | Distrutto in un atterraggio forzato il 19 marzo 1913 |      |
| LZ 16                | Z IV                       | militare                            | 14 marzo 1913    | Attraversò accidentalmente il confine francese il 3 aprile 1913 a causa della nebbia e venne tenuto a Lunéville per un giorno. Eseguì alcune missioni di ricognizione nella prima guerra mondiale e tentò di bombardare Varsavia e Lyck. Usato come nave scuola dal 1915; dismesso nell'autunno del 1916 |      |
| LZ 17                | "Sachsen"                  | civile; in seguito militare         | 3 maggio 1913    | Trasportò 9 837 passeggeri in 419 voli, percorrendo 39 919 km; preso in carico dall'esercito tedesco allo scoppio della prima guerra mondiale; dismesso nell'autunno del 1916 |      |
| LZ 18                | L 2                        | militare                            | 9 settembre 1913 | Distrutto dall'esplosione di un motore il 17 ottobre 1913 durante un volo di prova, l'intero equipaggio perì nell'incidente. |      |
| LZ 19                | Z I Ersatz II              | militare                            | 6 giugno 1913    | Danneggiato oltre misura in una tempesta il 13 aprile 1914 |      |
| LZ 20                | Z V                        | militare                            | 8 luglio 1913    | Utilizzato nella prima guerra mondiale per missioni di ricognizione sulla Polonia occidentale; costretto all'atterraggio dopo un attacco su Mława durante la battaglia di Tannenberg; l'equipaggio venne catturato dalla cavalleria nemica mentre cercava di incendiare l'aeronave.                      |      |
| LZ 21                | Z VI                       | militare                            | 10 novembre 1913 | Nella prima guerra mondiale venne usato principalmente in Belgio come bombardiere; danneggiato oltre misura durante un bombardamento di Liegi il 6 agosto 1914. |      |
| LZ 22                | Z VII                      | militare                            | 8 gennaio 1914   | Colpito dal fuoco della fanteria durante una missione di ricognizione in Alsazia il 21 agosto 1914 e danneggiato oltre misura nel susseguente atterraggio forzato a St. Quirin, Lorena |      |
| LZ 23                | Z VIII                     | militare                            | 11 maggio 1914   | Stessi ordini dello Z VII il 21 agosto 1914; atterraggio forzato dietro le linee nemiche; catturato e saccheggiato dall'esercito francese |      |
| LZ 24                | L 3                        | militare                            | 11 maggio, 1914  | Ventiquattro missioni di ricognizione sul Mare del Nord; partecipò alla prima incursione sull'Inghilterra il 20 gennaio 1915; distrutto dal suo equipaggio dopo un atterraggio forzato (causato da rottura di un motore) in Danimarca il 17 febbraio 1915                                                |      |
| LZ 25                | Z IX                       | militare                            | 13 luglio 1914   | Utilizzato per missioni di ricognizione e bombardamento sulla Francia settentrionale; distrutto da un bombardiere inglese nel suo hangar a Düsseldorf l'8 ottobre 1914 |      |

## Zeppelin costruiti durante la prima guerra mondiale
| Numero di produzione | Nome / numerazione tattica     | Utilizzo                                    | Primo volo        | Note |
| -------------------- | ------------------------------ | ------------------------------------------- | ----------------- | --- |
| LZ 26                | Z XII                          | militare                                    | 14 dicembre 1914  | Undici attacchi sulla Francia settentrionale e sul fronte orientale; sganciò 20 000 kg di bombe; dismesso l'8 agosto 1917. |
| LZ 27                | L 4                            | militare                                    | 18 agosto 1914    | Undici missioni di ricognizione sul Mare del Nord; partecipò alla prima incursione sull'Inghilterra il 20 gennaio 1915; atterraggio forzato a Blåvandshuk il 17 febbraio 1915 a causa di una tempesta; l'equipaggio venne catturato, con quattro membri dispersi in azione. |
| LZ 28                | L 5                            | militare                                    | 22 settembre 1914 | Quarantasette missioni di ricognizione sul Mare del Nord e il Mar Baltico; si rivelò particolarmente utile nell'individuare le mine nemiche; due missioni di attacco, sganciò 700 kg di bombe; danneggiato oltre misura dalla difesa aerea russa il 7 agosto 1915 |
| LZ 29                | Z X                            | militare                                    | 13 ottobre 1914   | Due attacchi su Calais e Parigi, sganciò 1 800 kg di bombe; sulla via del ritorno venne danneggiato dal fuoco nemico e smantellato dopo un atterraggio forzato a St. Quirin |
| LZ 30                | Z XI                           | militare                                    | 15 novembre 1914  | Usato nei raid su Varsavia, Hrodna e altri obiettivi vicini al fronte orientale. Distrutto in un incidente il 20 maggio 1915 |
| LZ 31                | L 6                            | militare                                    | 3 novembre 1914   | Ebbe un ruolo prominente nel respingere gli attacchi della marina britannica alla costa tedesca il 25 dicembre 1914; 36 missioni di ricognizione sul Mare del Nord, compresa la demarcazione dei campi minati; una incursione sull'Inghilterra, sganciò 700 kg di bombe. Prese fuoco durante il rifornimento di gas nel suo hangar e bruciò assieme all'L 9 il 16 settembre 1916. |
| LZ 32                | L 7                            | militare                                    | 20 novembre, 1914 | Settantasette missioni di ricognizione sul Mare del Nord; diversi tentativi fallimentari di attaccare la costa inglese. Abbattuto da un incrociatore britannico e distrutto da un sottomarino britannico il 4 maggio 1916 |
| LZ 33                | L 8                            | militare                                    | 17 dicembre 1914  | Utilizzato per missioni di ricognizione lungo il fronte occidentale, danneggiato dal fuoco nemico durante una missione di pattugliamento, si incagliò a sud di Ostenda il 5 marzo 1915 |
| LZ 34                |                                | militare                                    | 6 gennaio 1915    | Due raid sul fronte orientale, sganciò 1 110 kg di bombe, pesantemente danneggiato dal fuoco nemico il 21 giugno 1915, si incendiò a seguito dell'atterraggio forzato vicino a Insterburg. |
| LZ 35                |                                | militare                                    | 11 gennaio 1915   | Due raid su Parigi e Poperinge (Belgio), sganciò 2 420 kg di bombe; atterraggio forzato presso Aeltre (Belgio) a causa del pesante danneggiamento causato dal fuoco nemico, in seguito distrutto da una tempesta. |
| LZ 36                | L 9                            | militare                                    | 8 marzo 1915      | Settantaquattro missioni di ricognizione nel Mare del Nord; quattro raid sull'Inghilterra, sganciò 5 683 kg di bombe, diversi attacchi ai sottomarini britannici. Bruciò nel suo hangar il 16 settembre 1916 assieme all'L 6. |
| LZ 37                |                                | militare                                    | 4 marzo 1915      | Abbattuto da un aereo nemico durante il suo primo raid su Calais il 7 giugno 1915 |
| LZ 38                |                                | militare                                    | 3 aprile 1915     | Cinque raid con successo su Harwich, Ramsgate, Southend (due volte) e Londra, sganciò 8 360 kg di bombe. Distrutto da un bombardamento britannico nel suo hangar a Bruxelles. |
| LZ 39                |                                | militare                                    | 24 aprile 1915    | Tre raid sul fronte occidentale e in seguito due su quello orientale, sganciò 4 184 kg di bombe in totale. Pesantemente danneggiato dal fuoco nemico il 17 dicembre 1915 e dismesso dopo l'atterraggio forzato. |
| LZ 40                | L 10                           | militare                                    | 13 maggio 1915    | Otto missioni di ricognizione sul Mare del Nord; 5 attacchi sull'Inghilterra, sganciò 9 900 kg di bombe. Distrutto da una tempesta il 3 settembre 1915 |
| LZ 41                | L 11                           | militare                                    | 7 giugno 1915     | Venne utilizzato sul fronte ovest dove compì 111 missioni tra cui 31 di ricognizione, soprattutto durante la battaglia dello Skagerrak. In 12 attacchi sull'Inghilterra sganciò 15 543 kg di bombe. Fu dismesso il 25 aprile 1916 per essere utilizzato dal 19 settembre 1916 come nave scuola, per un totale di 276 viaggi. Fu demolito nel 1917 |
| LZ 42                | LZ 72                          | militare                                    | 15 giugno 1915    | Venne utilizzato solo come nave scuola. Lo scheletro di metallo era di scarsa qualità; fu demolito nel febbraio 1917 |
| LZ 43                | L 12                           | militare                                    | 21 giugno 1915    | Cinque missioni di ricognizione; fu costretto a un atterraggio forzato in Ostenda dopo un pesante guasto subito durante un raid su Londra, Harwich e la regione di Humber avvenuto il 10 agosto 1915; durante la sua demolizione prese fuoco. |
| LZ 44                | LZ 74                          | militare                                    | 8 luglio, 1915    | |
| LZ 45                | L 13                           | militare                                    | 23 luglio 1915    | |
| LZ 46                | L 14                           | militare                                    | 9 agosto 1915     | |
| LZ 47                | LZ 77                          | militare                                    | 24 agosto 1915    | |
| LZ 48                | L 15                           | militare                                    | 9 settembre 1915  | |
| LZ 49                | LZ 79                          | militare                                    | 2 agosto 1915     | |
| LZ 50                | L 16                           | militare                                    | 23 settembre 1915 | |
| LZ 51                | LZ 81                          | militare                                    | 7 ottobre 1915    | |
| LZ 52                | L 18                           | militare                                    | 3 novembre 1915   | |
| LZ 53                | L 17                           | militare                                    | 20 ottobre 1915   | |
| LZ 54                | L 19                           | militare                                    | 27 novembre 1915  | |
| LZ 55                | LZ 85                          | militare                                    | 12 settembre 1915 | |
| LZ 56                | LZ 86                          | militare                                    | 10 ottobre 1915   | |
| LZ 57                | LZ 87                          | militare                                    | 6 dicembre 1915   | |
| LZ 58                | LZ 88/L 25                     | militare                                    | 14 novembre 1915  | |
| LZ 59                | L 20                           | militare                                    | 21 novembre 1915  | |
| LZ 60                | LZ 90                          | militare                                    | 1º gennaio 1916   | |
| LZ 61                | L 21                           | militare                                    | 10 gennaio 1916   | |
| LZ 62                | L 30                           | militare                                    | 28 maggio 1916    | Dieci raid sull'Inghilterra, sganciò 23 305 kg di bombe (causando comunque pochi danni a causa della scarsa visibilità); 31 missioni di ricognizione sul Mare del Nord, il Mar Baltico e sul fronte orientale; ritirato il 17 novembre 1917. Nel 1920 venne ordinato il suo trasferimento al Belgio nel contesto delle riparazioni di guerra, dove venne disassemblato. |
| LZ 63                | LZ 93                          | militare                                    | 23 febbraio 1916  | |
| LZ 64                | L 22                           | militare                                    | 3 marzo 1916      | |
| LZ 65                | LZ 95                          | militare                                    | 1º febbraio 1916  | |
| LZ 66                | L 23                           | militare                                    | 8 aprile 1916     | |
| LZ 67                | LZ 97                          | militare                                    | 4 aprile 1916     | |
| LZ 68                | LZ 98                          | militare                                    | 28 aprile 1916    | |
| LZ 69                | L 24                           | militare                                    | 20 maggio 1916    | |
| LZ 70                | non realizzato                 | non realizzato                              | non realizzato    | non realizzato |
| LZ 71                | LZ 101                         | militare                                    | 29 giugno 1916    | |
| LZ 72                | L 31                           | militare                                    | 12 luglio 1916    | |
| LZ 73                | LZ 103                         | militare                                    | 23 agosto 1916    | |
| LZ 74                | L 32                           | militare                                    | 4 agosto 1916     | Abbattuto presso Billericay nella notte tra il 23 e il 24 settembre 1916 dal pilota britannico Frederick Sowrey mentre tentava di rientrare alla base dopo aver sganciato il proprio carico di bombe sulla città di Purflee, non essendo riuscito a scaricarle su Londra a causa dello sbarramento contraereo. Morirono tutti i 22 membri dell'equipaggio. |
| LZ 75                | L 37                           | militare                                    | 9 novembre 1916   | |
| LZ 76                | L 33                           | militare                                    | 30 agosto 1916    | Il 24 settembre 1916, durante una missione di bombardamento nella quale vennero lanciati 3 200 kg di bombe, venne colpito all'involucro e fu costretto ad atterrare presso Brentwood, Essex, per le perdite di gas. L'equipaggio diede fuoco al dirigibile ma il telaio non subì grossi danni e per gli ingegneri britannici fu quindi possibile esaminarlo, utilizzando le rilevazioni per la costruzione dei dirigibili R33 e R34. Comandante era il Kapitänleutnant Alois Bocker.                                                            |
| LZ 77                | LZ 107                         | militare                                    | 16 ottobre 1916   | |
| LZ 78                | L 34                           | militare                                    | 22 settembre 1916 | |
| LZ 79                | L 41                           | militare                                    | 15 gennaio 1917   | |
| LZ 80                | L 35                           | militare                                    | 20 ottobre 1916   | |
| LZ 81                | LZ 111                         | militare                                    | 20 dicembre 1916  | |
| LZ 82                | L 36                           | militare                                    | 1º novembre 1916  | |
| LZ 83                | LZ 113                         | militare                                    | 22 febbraio 1917  | |
| LZ 84                | L 38                           | militare                                    | 22 novembre 1916  | |
| LZ 85                | L 45                           | militare                                    | 12 aprile 1917    | |
| LZ 86                | L 39                           | militare                                    | 11 dicembre 1916  | |
| LZ 87                | L 47                           | militare                                    | 11 maggio 1917    | Diciotto missioni di ricognizione e tre attacchi, sganciò 3 240 kg di bombe sul Mare del Nord e l'Inghilterra. Il 5 gennaio 1918, una gigantesca esplosione alla base aerea di Ahlhorn distrusse quattro Zeppelin (compreso l'L 47) e un'altra aeronave di diversa fabbricazione, distribuiti in tre hangar. Si suppone si sia trattato di un incidente, anche se il sabotaggio non può essere escluso. |
| LZ 88                | L 40                           | militare                                    | 3 gennaio 1917    | |
| LZ 89                | L 50                           | militare                                    | 9 giugno 1917     | |
| LZ 90                | LZ 120                         | militare                                    | 31 gennaio 1917   | |
| LZ 91                | L 42                           | militare                                    | 21 febbraio 1917  | |
| LZ 92                | L 43                           | militare                                    | 6 marzo 1917      | |
| LZ 93                | L 44                           | militare                                    | 1º aprile 1917    | |
| LZ 94                | L 46                           | militare                                    | 24 aprile 1917    | Diciannove missioni di ricognizione sul Mare del Nord; tre raid sull'Inghilterra, sganciò 5 700 kg di bombe. Distrutto nell'esplosione di Ahlhorn (vedi LZ 87 "L 47"). |
| LZ 95                | L 48                           | militare                                    | 22 maggio 1917    | Abbattuto dalla caccia il 17 giugno 1917 a Theberton, nei pressi di Leiston durante la sua seconda missione, solo tre superstiti. |
| LZ 96                | L 49                           | militare                                    | 13 giugno 1917    | Eseguì due missioni di ricognizione nel Mare del Nord, e un raid sull'Inghilterra, sganciando 2 100 kg di bombe. Mentre rientrava da questa missione, fu costretto all'atterraggio di fortuna vicino a Bourbonne les Bains il 20 ottobre 1917 e catturato quasi intatto dalle forze francesi. I piani di costruzione derivati dall'LZ 96 vennero in seguito usati negli Stati Uniti per la realizzazione del primo "dirigibile semirigido americano", l'ZR I USS Shenandoah.                                                                    |
| LZ 97                | L 51                           | militare                                    | 6 giugno 1917     | Tre missioni di ricognizione; un raid sulla costa inglese, sganciò 280 kg di bombe. Distrutto nell'esplosione di Ahlhorn (vedi LZ 87 "L 47"). |
| LZ 98                | L 52                           | militare                                    | 14 luglio 1917    | |
| LZ 99                | L 54                           | militare                                    | 13 agosto 1917    | Quattordici missioni di ricognizione; due attacchi all'Inghilterra, sganciò 5 840 kg di bombe; distrutto assieme all'L 60 quando i caccia inglesi bombardarono gli hangar. |
| LZ 100               | L 53                           | militare                                    | 8 agosto 1917     | |
| LZ 101               | L 55                           | militare                                    | 1º settembre 1917 | |
| LZ 102               | L 57                           | militare                                    | 26 settembre 1917 | |
| LZ 103               | L 56                           | militare                                    | 24 settembre 1917 | |
| LZ 104               | L 59                           | militare                                    | 10 ottobre 1917   | Stazionava a Jamboli (Bulgaria); previsto per rinforzare le truppe tedesche in Namibia, ma ricevette ordine di rientro a causa della notizia, rivelatasi falsa, della sconfitta tedesca, battendo nel contempo un record di volo a lunga distanza (6 757 km in 95 ore). Un attacco sull'Italia, sganciò 6 350 kg di bombe sulla città di Napoli. Esplose durante un raid su Malta il 7 aprile 1918 per ragioni sconosciute. |
| LZ 105               | L 58                           | militare                                    | 29 ottobre 1917   | Due missioni di ricognizione; distrutto nell'esplosione di Ahlhorn (vedi LZ 87 "L 47") |
| LZ 106               | L 61                           | militare; in Italia: ?                      | 12 dicembre 1917  | Nove missioni di ricognizione; due attacchi all'Inghilterra, sganciò 4 500 kg di bombe; nel 1920 venne ordinato il suo trasferimento in Italia nel contesto delle riparazioni di guerra. |
| LZ 107               | L 62                           | militare                                    | 19 gennaio 1918   | Due missioni di ricognizione; due attacchi all'Inghilterra, sganciò 5 923 kg di bombe; si schiantò a nord di Helgoland il 10 maggio 1918 per ragioni sconosciute. |
| LZ 108               | L 60                           | militare                                    | 18 dicembre 1917  | Undici missioni di ricognizione; un attacco all'Inghilterra, sganciò 3 120 kg di bombe. Distrutto assieme all'L 54 quando dei caccia britannici bombardarono gli hangar. |
| LZ 109               | L 64                           | militare                                    | 11 marzo 1918     | Tredici missioni di ricognizione sul Mare del Nord, un attacco all'Inghilterra, sganciò 2 800 kg di bombe. Nel 1920 venne ordinato il suo trasferimento in Inghilterra nel contesto delle riparazioni di guerra, dove venne disassemblato. |
| LZ 110               | L 63                           | militare                                    | 4 marzo 1918      | Sganciò 8 915 kg di bombe in tre attacchi contro l'Inghilterra, inclusa la partecipazione all'ultimo raid del 6 agosto 1918. Distrutto dal suo equipaggio il 23 giugno 1919. |
| LZ 111               | L 65                           | militare                                    | 17 aprile 1918    | Partecipò all'ultimo raid sull'Inghilterra il 6 agosto 1918. Distrutto dal suo equipaggio il 23 giugno 1919. |
| LZ 112               | L 70                           | militare                                    | 1º luglio 1918    | Diresse l'ultimo raid sull'Inghilterra il 6 agosto 1918, con il capitano di corvetta Peter Strasser, Comandante del Dipartimento Aeronavale della Marina, a bordo; intercettato e distrutto dal pilota di un caccia Airco DH-4 britannico. |
| LZ 113               | L 71                           | militare (destinato all'uso)                | 29 luglio 1918    | Non utilizzato in guerra. Nel 1920 venne ordinato il suo trasferimento in Francia nel contesto delle riparazioni di guerra, dove venne disassemblato per essere studiato. |
| LZ 114               | L 72; in Francia: DR-1 Dixmude | militare (destinato all'uso); in Francia: ? | 9 febbraio 1920   | Non consegnato poiché la guerra finì; nel 1920 venne ordinato il suo trasferimento in Francia nel contesto delle riparazioni di guerra. Il 21 dicembre 1923, di ritorno da un volo di prova nel Sahara, il dirigibile risultò disperso in volo tra Pantelleria e le coste della Sicilia, precipitò esattamente davanti a punta San Marco nei pressi di Sciacca probabilmente a causa di una tempesta. Nell'incidente persero la vita tutti i 52 membri dell'equipaggio a cui fu successivamente conferita la Legion d'Onore in maniera postuma. |
| LZ 115               | non realizzato                 | non realizzato                              | non realizzato    | non realizzato |
| LZ 116               | non realizzato                 | non realizzato                              | non realizzato    | non realizzato |
| LZ 117               | non realizzato                 | non realizzato                              | non realizzato    | non realizzato |
| LZ 118               | non realizzato                 | non realizzato                              | non realizzato    | non realizzato |
| LZ 119               | non realizzato                 | non realizzato                              | non realizzato    | non realizzato |

## Zeppelin costruiti dopo la prima guerra mondiale
| Numero di produzione | Nome / numerazione tattica                                                             | Utilizzo                                                                               | Primo volo                                                                             | Note |
| -------------------- | -------------------------------------------------------------------------------------- | -------------------------------------------------------------------------------------- | -------------------------------------------------------------------------------------- | --- |
| LZ 120               | "Bodensee"; in Italia: "Esperia"                                                       | civile; in Italia: ?                                                                   | 20 agosto 1919                                                                         | Comprendeva una sezione di prima classe; usato dalla DELAG fino al 1921, venne ordinato il suo trasferimento in Italia nel contesto delle riparazioni di guerra.                                                                                   |
| LZ 121               | "Nordstern"; in Francia: Méditerranée                                                  | civile (destinato all'uso); in Francia: ?                                              | 8 giugno 1921                                                                          | Pensato per collegamenti regolari con Stoccolma; venne ordinato il suo trasferimento in Francia nel contesto delle riparazioni di guerra. |
| LZ 122               | non realizzato                                                                         | non realizzato                                                                         | non realizzato                                                                         | non realizzato |
| LZ 123               | non realizzato                                                                         | non realizzato                                                                         | non realizzato                                                                         | non realizzato |
| LZ 124               | non realizzato (costruzione vietata dalle potenze alleate della prima guerra mondiale) | non realizzato (costruzione vietata dalle potenze alleate della prima guerra mondiale) | non realizzato (costruzione vietata dalle potenze alleate della prima guerra mondiale) | non realizzato (costruzione vietata dalle potenze alleate della prima guerra mondiale) |
| LZ 125               | non realizzato                                                                         | non realizzato                                                                         | non realizzato                                                                         | non realizzato |
| LZ 126               | ZR III Los Angeles (negli Stati Uniti)                                                 | sperimentale; militare                                                                 | 27 agosto 1924                                                                         | Ordinato dagli Stati Uniti, trasferito da Friedrichshafen a Lakehurst in 81 ore e 2 minuti, arrivò il 15 ottobre 1924 alle 9:52. Fu l'aeronave americana di maggior successo. Disassemblato nel 1940.                                              |
| LZ 127               | Graf Zeppelin                                                                          | civile                                                                                 | 18 settembre 1928                                                                      | Fu l'aeronave più utilizzata della storia; eseguì regolari voli di linea per il Nord e Sud America, effettuando il giro del mondo nel 1929, e un viaggio nell'Artico nel 1931. Vedi anche Zeppelin. Demolito nel 1940 su ordine di Hermann Göring. |
| LZ 128               | Progetto abbandonato in favore dell'LZ 129                                             | Progetto abbandonato in favore dell'LZ 129                                             | Progetto abbandonato in favore dell'LZ 129                                             | Progetto abbandonato in favore dell'LZ 129 |
| LZ 129               | Hindenburg                                                                             | civile                                                                                 | 4 marzo 1936                                                                           | Pensato per essere riempito con elio, che non era comunque disponibile, invece dell'infiammabile idrogeno. Viaggi regolari nel Nord e Sud America. Distrutto nel disastro di Lakehurst il 6 maggio 1937.                                           |
| LZ 130               | Graf Zeppelin II                                                                       | civile                                                                                 | 14 settembre 1938                                                                      | Eseguì solamente voli di prova, poiché non vi era elio disponibile per il suo gonfiaggio, e l'uso dell'idrogeno era considerato intollerabile dopo il disastro dell'Hindenburg. Venne demolito nel 1940 su ordine di Hermann Göring.               |
| LZ 131               | Non completato; demolito nel 1940 insieme all'LZ 127 e all'LZ 130                      | Non completato; demolito nel 1940 insieme all'LZ 127 e all'LZ 130                      | Non completato; demolito nel 1940 insieme all'LZ 127 e all'LZ 130                      | Non completato; demolito nel 1940 insieme all'LZ 127 e all'LZ 130 |
| LZ 132               | Programmato come nave gemella dell'LZ 131, la sua costruzione non fu mai iniziata.     | Programmato come nave gemella dell'LZ 131, la sua costruzione non fu mai iniziata.     | Programmato come nave gemella dell'LZ 131, la sua costruzione non fu mai iniziata.     | Programmato come nave gemella dell'LZ 131, la sua costruzione non fu mai iniziata. |

## Zeppelin "Neuer Technologie"
| Numero di produzione | Nome                                                  | Utilizzo | Primo volo        | Note | Foto |
| -------------------- | ----------------------------------------------------- | -------- | ----------------- | --- | ---- |
| Zeppelin NT SN01     | D-LZFN "Friedrichshafen"                              | civile   | 18 settembre 1997 | Prototipo della serie Zeppelin NT; ammissione al trasporto dei passeggeri (voli) nell'aprile 2001; dal mese di agosto 2005 utilizzato per degli studi geologici in Sud Africa; il 20 settembre 2007 in Botswana è danneggiato irreparabilmente da un tornado sul palo di ormeggio. |      |
| Zeppelin NT SN02     | D-LZZR "Bodensee" in Giappone: JA101Z "Yokoso! Japan" | civile   | 10 agosto 2001    | Primo dirigibile di produzione; il 2 marzo 2004 è stato venduto in Giappone alla Nippon Airship Corporation; nel 2004/2005 è stato trasferito in Giappone dove ha preso il nome di JA101Z "Yokoso! Japan".                                                                         |      |
| Zeppelin NT SN03     | D-LZZF "Baden-Württemberg"                            | civile   | 8 febbraio 2003   | Secondo dirigibile di produzione; utilizzato dalla Deutsche Zeppelin Reederei. |      |
| Zeppelin NT SN04     | D-LZNT "Eureka" in USA: N-704LZ "Eureka"              | civile   | 21 maggio 2008    | Terzo dirigibile di serie; la società Airship Ventures (di Moffet Field vicino a San Francisco) ha noleggiato il dirigibile; il 21 novembre 2008 è stato battezzato con il nome di "Eureka".                                                                                       |      |

### Periodici
- (FR) au collaboration avec le Musée de l'Air et de l'Espace, La rêve et les menaces, in le Fana de l'Aviation, n. 485, Clichy, Editions Lariviere, aprile 2010,  pp. 26-33.